# هيلو أميريكا
«هيلو أميريكا» (بالإنجليزية: Hello America)‏ هي أغنية من عام 1980 لفرقة الروك البريطانية ديف ليبارد من ألبومها الأول أون ثرو ذا نايت. كلمات وعنوان الأغنية هي عن تخيلات الفرقة عن تجولها في أمريكا.
الوجه الثاني للأغنية، «غود مورننغ فريدوم» لم تُصدر بأية صيغة أخرى ومتوفرة فقط في هذه الأغنية المنفردة. برزت الأغنية في جلسة استوديو بي بي سي سُجلت في 1979 ومنذ حينها صار العرض غير قانوني. أضيفت نسخة مباشرة من الأغنية أيضاً إلى فيفا! هستيريا، الذي صدر في ديسمبر 2013، بالرغم من إنكار ديف ليبارد لـأون ثرو ذا نايت وكانت «هيلو أميريكا» من أولى الأغاني التي غادرت قائمة أغاني حفلات الفرقة، حيث لم تُغنى بشكل مباشر منذ إصدار هاي 'ن' دراي.
ظهر تسجيل بديل للأغنية «هيلو أميريكا» كالوجه ب على الأغنية المنفردة «ويستد»، التي بدورها كانت تسجيلاً بديلاً أيضاً. الأغنيتان كلتاهما سُجلتا قبل بضعة أشهر من جلسات الألبوم الرئيسية.

## الفيديو
عندما كانت الأغنية بين الخمسين أغنية الأولى على لائحة الأغاني المنفردة في المملكة المتحدة، جعلت ميركري ريكوردز الفرقة تقوم بتسجيل عرض لبرنامج بي بي سي، توب أوف ذا بوبز، بشرط تقدم الأغنية في اللائحة في الأسبوع التالي، لكن الأغنية خرجت من اللائحة، ولم يتم بث الفيديو أبداً. مع ذلك، فإن الفيديو أضيف لفيديو الفرقة، هستوريا. ما يجعل هذا الفيديو فريداً من نوعه هو أن طبول ريك ألين موضوعة في مقدمة خشبة المسرح، بينما يقوم بقية أعضاء الفرقة بالغناء خلفه. إضافة لذلك، يرتدي إليوت زياً وطنياً مؤلفاً من قميص مخطط بالأحمر والأبيض وسروال جينز أزرق.

## قائمة الأغاني

### 7": فيرتيغو — فونوغرام / LEPP1 (المملكة المتحدة)
1. «هيلو أميريكا»
2. «غود مورننغ فريدوم»